# Університет мистецтв Фолькванг
Університет мистецтв Фолькванг — заклад вищої освіти в Німеччині, в якому навчають музики, театру, танцю та дизайну, розташований у чотирьох містах землі Північний Рейн-Вестфалія, більшість корпусів — в Ессені.
Назва Фолькванг, яку має також музей, заснований 1902 року меценатом Карлом Ернстом Остхаусом, походить від Fólkvangr, давньоскандинавської міфічної галявини, де збираються мертві, обрані Фрейєю, скандинавською богинею кохання та краси, щоб провести з нею загробне життя. Засновники школи вважали Фолькванг символом мистецтва як єдиного цілого, нерозділеного на види.
Folkwangschule für Musik, Tanz und Sprechen (Школа музики, танцю та мови Folkwang) відкрилася в 1927 році в Ессені, а в 1928 році раніше створена школа дизайну об'єдналася з установою. У 1963 році школу Folkwang перейменували на Folkwang-Hochschule (Академія Фолькванг). У 2010 році, коли Рурський район обрали культурною столицею Європи 2010 року, при закладі відкрили аспірантуру, а сам заклад перейменовано на університет.

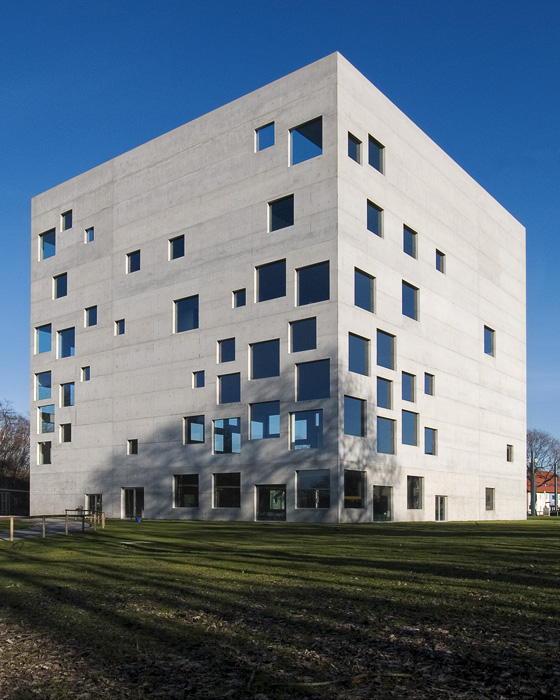
будівля SANAA, де з 2010 р. розташовано факультет дизайну

В Університеті навчають музики, театру, танцю, дизайну, а також надають стипендії, що заохочують до співпраці митців різних галузей. Університет має шість власних сцен для проведення культурних заходів та співпрацює з культурними установами регіону.